# Матеа Єлич
Матеа Єлич (хорв. Matea Jelić; нар. 23 грудня 1997) — хорватська тхеквондистка, олімпійська чемпіонка 2020 року.

## Виступи на Олімпіадах
| Олімпіада  | Дисципліна | Місце |
| ---------- | ---------- | ----- |
| Токіо 2020 | до 67 кг   | 1     |